# Santa Albertina
Santa Albertina là một đô thị ở bang São Paulo của Brasil. Đô thị này nằm ở vĩ độ 20º01'55" độ vĩ nam và kinh độ 50º43'40" độ vĩ tây. Dân số năm 2000 ước tính khoảng 5.586 người.

## Thông tin nhân khẩu
(censo de 2000)
- Tổng dân số: 5.586
  - Dân số thành thị: 4.433
  - Dân số nông thôn: 1.153
- Nam giới: 2.810
- Nữ giới: 2.776
- Mật độ dân số (người/km²): 20,30
- Tỷ lệ tử vong trẻ sơ sinh dưới 1 tuổi (trên một triệu người): 14,00
- Tuổi thọ bình quân (tuổi): 72,24
- Tỷ lệ sinh (số trẻ trên mỗi bà mẹ): 2,16
- Tỷ lệ biết đọc biết viết: 84,84%
- Chỉ số phát triển con người (HDI-M): 0,784
  - Chỉ số phát triển con người - Thu nhập: 0,714
  - Chỉ số phát triển con người - Tuổi thọ: 0,787
  - Chỉ số phát triển con người - Giáo dục: 0,851

(Nguồn: IPEADATA)

### Sông ngòi
- Rio Grande

### Các xa lộ
- SP-561